# Lądowisko PRH Stawnica
Lądowisko PRH Stawnica – lądowisko śmigłowcowe w Stawnicy, w gminie Złotów, w województwie wielkopolskim. Leży ok. 6 km na północny wschód od Złotowa.
Zarządzającym lądowiskiem jest Przedsiębiorstwo Rolniczo – Handlowe „STAWNICA” Sp. z o.o. Oddane do użytku zostało w roku 2013 i jest wpisane do ewidencji lądowisk Urzędu Lotnictwa Cywilnego pod numerem 259.